# Problema de temperatura de motores
Problemas de temperatura de motor, 
si bien los automóviles trabajan en un rango de temperatura, que alcanza en promedio los 90 °C, lo que en el tablero de instrumentos se refleja  especialmente en marcador de temperatura, el cual en rango normal esta a la mitad de su recorrido; en este punto de trabajo si la flecha sobrepasa levemente la mitad, se activara inmediatamente el electro ventilador, durante unos segundos  consiguiendo que la flecha nuevamente vuelva a la mitad. Ahora bien, cuando la temperatura sobrepasa la mitad y no ha arrancado el electro ventilador tendremos una clara señal que algo anda mal en el sistema de refrigeración del vehículo.
A partir de este punto tendremos problemas en el sistema de refrigeración los cuales pueden estar dados por las siguientes causas:

## Causas de temperatura
- Falta de líquido refrigerante en el sistema de refrigeración: Al no contar con el nivel de refrigerante apropiado este tiende a tomar mayor temperatura, para ello se debe rellenar el sistema y dejarlo en nivel.

- Perdida del líquido refrigerante: Se debe revisar el motor para encontrar  alguna fuga del líquido refrigerante y esta puede ser por: sellos de agua, radiador, mangueras, conductos, bomba de agua, etc.

- Aire en el sistema de refrigeración: Se debe despichar el sistema de refrigeración y eliminar cualquier burbuja de aire que en él se encuentre.

- Bomba de agua defectuosa: Nos podemos encontrar con que la bomba de agua presente: perdida de agua, falla en sus aspas, etc. Lo que nos provocara no circule el agua o se pierda el líquido refrigerante.

- El radiador filtrando o tapado: Esto nos puede provocar que estemos perdiendo líquido refrigerante o este no pueda circular bien por entre las rendijas del radiador, puesto que sus conductos estén tapados provocando se  eleve la temperatura.

- Tapa del radiador defectuoso: Al estar fallando la tapa del radiador, esta no podrá contener  la presión que exista en el sistema de refrigeración, la cual será hacia el depósito perdiéndose el líquido refrigerante.

- Falla en la junta o empaquetadura culata: Esta es una de las fallas más graves que podemos encontrarnos en donde la presión que se ejercerá nos hará elevarnos la temperatura en exceso, en donde puede provocar que se pase el agua a los cilindros, con lo cual podemos torcer válvulas, en algunos casos también bielas y en su inmensa mayoría la superficie culata; lo cual nos obligara a desmontar la culata para hacer una reparación más costosa.

- Falla del sistema eléctrico: En este punto podemos encontrarnos con bornes sulfatados, algún componente electrónico defectuoso, cables aislados, líneas interrumpidas, etc.

- Termostato defectuoso: Al no cumplir el termostato su función la temperatura se nos elevara, una forma práctica sencilla para determinar si este está fallando es tocar con nuestras manos  las mangueras inferior y superior del radiador, en donde nos encontraremos con una manguera muy fría y otra muy caliente.

- Datos: Q6086994

- Ventilación defectuosa: Aquí podemos fijar si las ventiladoras están correctamente centradas y con sus respectivos conductos (capuchones).